# Cologne Cardinals
Die Cologne Cardinals sind ein deutscher Baseball- und Softballclub aus Köln. Der Verein ging 1983 aus den Cologne Dodgers hervor und trägt seine Heimspiele in der Baseball-Anlage am Reitstadion in Köln-Müngersdorf aus. 
Die ersten Mannschaften der Cologne Cardinals spielen in der Baseball- und Softball-Bundesliga. Weitere Teams treten auf Verbands-, Landes- und Bezirksebene an. In über 30 Jahren Ligazugehörigkeit gewannen die Cardinals bisher einen Meistertitel und sind darüber hinaus das einzig verbliebene Gründungsmitglied der Baseball-Bundesliga.

## Baseball (Herren)
Die Cologne Cardinals wurden 1983 als Abspaltung von den Cologne Dodgers gegründet. Mit über 30 Jahren Ligazugehörigkeit spielt die erste Mannschaft der Cologne Cardinals seit Gründung zur Saison 1984 in der Baseball-Bundesliga, welche zur besseren Vermarktung des Sports ab der Saison 2025 unter dem Namen Deutsche Baseball Liga (DBL) firmiert. Bei der Einteilung der zuvor eingleisigen Liga in Divisionen traten die Cardinals 1990 in der Südstaffel an, wechselten jedoch bei der Aufstockung der Bundesliga auf 16 Mannschaften zur Saison 1993 in die Division Nord. Nach dem Gewinn der Deutschen Baseball-Meisterschaft 1990 musste das Team 1996 und 2010 zwei Abstiege verzeichnen, ist jedoch seit 2011 wieder ununterbrochen in der höchsten Ligaklasse vertreten. Seit dem Abstieg der Mannheim Tornados nach der Saison 2023 sind die Cologne Cardinals das einzig verbliebene Gründungsmitglied der Deutschen Baseball Liga. Erstmals seit dem Wiederaufstieg gelang den Cologne Cardinals in der Saison 2024 der Einzug in die Playoffs, wo sie sich jedoch im Viertelfinale nicht gegen die Regensburg Legionäre durchsetzen konnten.
Neben der DBL-Mannschaft treten die Cologne Cardinals mit je einem Team in der 2. Bundesliga Nordwest und der Verbandsliga NRW an. Mit dem Aufstieg der vierten Mannschaft in die Landesliga NRW im Jahr 2024 wird zur Saison 2025 eine neu aufgestellte fünfte Mannschaft in der Bezirksliga Rheinland antreten. Die Cologne Cardinals stellen damit so viele Mannschaften, wie nur wenige andere Vereine in Deutschland.

## Softball (Frauen, Mixed)
Anfang der 2000er Jahre gelang der Softball-Frauenmannschaft mehrmals der Einzug in die Playoffs um die Deutsche Meisterschaft. Nachdem das Team nach der Saison 2008 nicht wieder in der Softball-Bundesliga antrat, gelang zur Saison 2022 der Wiederaufstieg. Mit einer weiteren Frauenmannschaft ist der Verein darüber hinaus in der Verbandsliga NRW vertreten.
In einer eigenen Fastpitch Softball-Liga treten die MixedCards als gemischte Mannschaft an, bei denen die Teilnahme unabhängig der Spielstärke möglich ist. Das beste Team der Ruhr-Fun-Liga (RFL) qualifiziert sich im darauffolgenden Jahr für die Deutsche Mixed Softball Champions League.

## Erfolge
- 2023: 1. Platz bei der Deutschen Jugendmeisterschaft in Heidenheim
- 2015: 2. Platz bei der Deutschen Juniorenmeisterschaft in Mainz
- 2014: 3. Platz bei der Deutschen Juniorenmeisterschaft in Köln
- 2012: 3. Platz bei der Deutschen Jugendmeisterschaft in Dohren
- 2011: Wiederaufstieg in die 1. Baseball-Bundesliga
- 2008: 1. Baseballteam erreicht Play-off-Viertelfinale um die deutsche Meisterschaft
- 2007: 1. Baseballteam erreicht Play-off-Viertelfinale um die deutsche Meisterschaft
- 2006: 1. Baseballteam erreicht Play-off-Viertelfinale um die deutsche Meisterschaft/Softball-Bundesligateam erreicht Play-offs um die Deutsche Meisterschaft
- 2005: 1. Baseballteam erreicht Play-off-Viertelfinale um die deutsche Meisterschaft/Softball-Bundesligateam erreicht Play-offs um die Deutsche Meisterschaft
- 2004: 1. Baseballteam erreicht Play-off-Viertelfinale/Softball Bundesligateam wird Ligazweiter Süd und erspielt auf den Deutschen Meisterschaften den 4. Platz
- 2003: 1. Baseballteam erreicht Play-off-Viertelfinale/Softball-Bundesligateam erreicht den 5. Platz in der Liga Süd/Softball II erreicht den 2. Platz in der Landesliga und verpasst knapp den Aufstieg in die Verbandsliga
- 2002: 1. Baseballteam erreicht Play-off-Viertelfinale/Softball-Bundesligateam erreicht den 3. Platz auf den Deutschen Softball-Meisterschaften
- 2001: Aufstieg 1. Baseball-Bundesliga/Softball-Bundesligateam erreicht den 5. Platz auf den Deutschen Softball-Meisterschaften/Juniorenteam wird Landesligameister und steigt in die Verbandsliga auf
- 2000: 1. Baseballteam belegt in der 2. BL-Nord den zweiten Rang/Softball-Bundesligateam erreicht den 4. Platz auf den Deutschen Softball-Meisterschaften/Jugendteam wird Ligameister und steigt in die Verbandsliga auf
- 1999: 1. Baseballteam wird Ligadritter in der 2. Bundesliga/Gründungsjahr der Softball-Bundesliga, 1. Softballteam entscheidet sich aus organisatorischen Gründen für einen Verbleib in der Verbandsliga/Oktober 1999 - 1. Softballteam steigt in die Bundesliga auf/2. Herrenmannschaft wird Ligameister und steigt in die Landesliga auf/3. Herrenteam wird Ligazweiter und steigt in die Bezirksliga auf
- 1998: 1. Baseballteam wird Ligadritter in der 2. Bundesliga/2. Damen-Mannschaft wird Meister und steigt in die Landesliga auf/Die Schülermannschaft wird NRW Vize-Meister
- 1997: Die 1. Herrenmannschaft der Cards wird Zweiter in der 2. Bundesliga Nord und scheitert nur knapp an der Relegation um den Aufstieg in die 1. Bundesliga/Cards-Jugendmannschaft wird deutscher Vizemeister/Softballmannschaft erreicht den 8. Platz im Europapokal der Pokalsieger, A-Pool in Oosterhout/NL
- 1996: Das Team der 1. Bundesliga wird nach Saisonende aus personellen Gründen in die 2. Bundesliga zurückgemeldet/Cards-Damen werden Deutscher Softball-Vizemeister und Pokalsieger-Nord/Erstmaliges Erreichen einer Teilnahme am Europapokal der Pokalsieger 1997
- 1995: Baseball-Team erreicht die Play-offs
- 1994: Deutscher Baseball-Vizemeister/NRW-Pokal Vizemeister/Softball-Damen erreichen den 3. Platz bei der Deutschen Meisterschaft
- 1993: Deutscher Baseball-Vizemeister/Deutscher Softball-Vizemeister
- 1992: Baseball-Team erreicht Play-off-Semifinale/NRW-Pokalniederlage gegen die Düsseldorf Senators/Deutscher Softball-Vizemeister und NRW-Pokal Vizemeister
- 1991: Baseball-Team erreicht Play-off-Semifinals/Deutscher Softball-Vizemeister
- 1990: Deutscher Meister Baseball/Deutscher Softball-Vizemeister
- 1989: Deutscher Baseball-Vizemeister
- 1988: Deutscher Baseball-Vizemeister
- 1986: Deutscher Baseball-Vizemeister/Softball-Damen erreichen bei der DM den 3. Platz/Deutscher Jugend Vizemeister
- 1985: Deutscher Baseball-Vizemeister
- 1984: Baseball-Bundesliga 4. Platz
- 1983: Gründung des Vereins und Aufnahme des Spielbetriebs in der Oberliga (4. Platz)/Softball-Damen erreichen auf Anhieb den 3. Platz bei der Deutschen Meisterschaft

## Ballparks
Als Heimstätte der Cologne Cardinals dient das Circlewood Stadium am Reitstadion in Köln-Müngersdorf. 1997 erfolgte der Umbau der Anlage zu einem reinen Ballpark, dessen Baseballfeld mit seinen 95 m Rightfield die Normen der nordamerikanischen Major League erfüllt. Darüber hinaus weist die Anlage ein Softballfeld und angeschlossene Trainingsanlagen auf. Für die Baseball-Europameisterschaft 2001 in Köln, Bonn und Solingen erreichte das Circlewood Stadium ein Fassungsvermögen von ca. 1000 Zuschauerplätzen. Abseits des Circlewood Stadiums existiert in der Sportanlage an der Biesterfeldstraße im Nordwesten Kölns ein weiterer Ballpark, der hauptsächlich von den Softballteams genutzt wird.